# Carmelo Bolta Bañuls
Carmelo Bolta Bañuls (El Real de Gandia, 1803 - Damasco, 1860) fue un religioso franciscano de la orden de los Frailes Menores, mártir y santo de la iglesia católica.

## Biografía
Nació en la población valenciana de El Real de Gandia el 29 de mayo de 1803. El cuarto de seis hermanos, hijo de Josep Bolta y Josepa Bañuls. Su nombre de pila era Pasqual.
De niño, su tío Fray Isidoro Bañuls, hermano de su madre y procurador general de la Misión Franciscana, despertó en Pasqual Bolta la vocación monástica. El tío le contaba a la familia historias de Tierra Santa, donde había estado en alguna ocasión en su cargo de procurador general.
En 1824 recibió el hábito de San Francisco en Valencia. En este acto es cuando se cambia el nombre por Fray Carmelo. Después de un año de noviciado, en 1825 comenzó los estudios para ser sacerdote. En 1829, a los 26 años de edad, fue ordenado sacerdote y cantó la misa en su pueblo natal el día que se celebraban las primeras comuniones. Fue destinado al convento de San Blas en la localidad de Segorbe.
En 1831 embarcó junto con Fray Isidoro Bañuls con destino a Palestina. Una vez allí, Fray Carmelo quedó atraído por la lengua y cultura de los árabes. 
Ingresó en un convento franciscano de la Custodia de Tierra Santa en Jerusalén. 
En 1833 fue nombrado presidente del hospicio franciscano de Jaffa ya que su salud no era muy buena y el clima de Jaffa era más suave. Sin embargo al poco tiempo, como no mejoraba la salud, renunció y volvió a Jerusalén para continuar con su labor docente. 
Aparte de las lenguas maternas y el latín, también hablaba francés, italiano, griego y sobre todo árabe. Esta última también la usaba para predicar en Tierra Santa. El gobierno de la región le ofreció una cátedra de árabe para enseñar la lengua, pero Fray Carmelo rechazó la oferta para poder seguir predicando. 
Estuvo diez años en Jerusalén, siendo superior del convento donde estaba en dos ocasiones.  
Posteriormente, en 1843, fue nombrado superior del convento de San Pablo en Damasco durante un periodo de dos años. En 1845 fue destinado como capellán de la iglesia de San Juan en las Montañas, en Ein Karem, construida sobre la cueva donde se cree que nació San Juan Bautista.  
En 1851 regresó a Damasco de nuevo como superior del convento. También se hizo cargo de la parroquia de minoría católica de Damasco, a la vez que ejercía de profesor de árabe. En 1858, dejó el cargo de superior, aunque continúo con su labor de enseñanza del árabe.  

## Martirio
Debido a la guerra civil desatada en la región entre drusos y maronitas, el conflicto se extendió a la ciudad de Damasco el 9 de julio de 1860, donde miles de residentes cristianos fueron asesinados por milicianos musulmanes y drusos.
Entre estos cristianos se encontraba Fray Carmelo Bolta y otros siete frailes más, que fueron asesinados en el convento de Damasco en la noche del 9 al 10 de julio. Fray Carmelo recibió un tiro en el pecho pero no murió. Los atacantes le ofrecieron salvar la vida a cambio de renunciar a la fe cristiana, a lo que respondió "Matad mi cuerpo si queréis, pero mi alma está en manos de Dios" y de un fuerte golpe de maza acabaron con su vida.

## Beatificación
El 17 de diciembre de 1885, año que hacía el 25 aniversario del martirio, siendo papa León XIII, se introdujo la causa de su beatificación. En 1872 comenzó la causa, pero hubo un parón del proceso. 
Se creó un nuevo tribunal en Damasco en 1922 y finalmente, el papa Pío XI el 10 de octubre de 1926 beatificó a Fray Carmelo Bolta Bañuls, junto con sus siete compañeros franciscanos y tres católicos maronitas seglares, coincidiendo con las fiestas del séptimo centenario de la muerte de san Francisco de Asís.
La fiesta litúrgica se celebra el 10 de julio.

## Canonización
El 23 de mayo de 2024 el papa Francisco autorizó la canonización de Fray Carmelo Bolta y los demás Mártires de Damasco,el 1 de julio de 2024 el papa Francisco fijó la fecha de la canonización y el 20 de octubre de 2024, así se realizó.